# Kościół św. Jerzego na Velabrum
Kościół św. Jerzego na Velabrum (wł. Chiesa di San Giorgio in Velabro) – rzymskokatolicki kościół tytularny w Rzymie.
Świątynia ta jest kościołem rektoralnym parafii Santa Maria in Portico in Campitelli oraz kościołem tytularnym. Jest też kościołem stacyjnym z pierwszego czwartku wielkiego postu.

## Lokalizacja

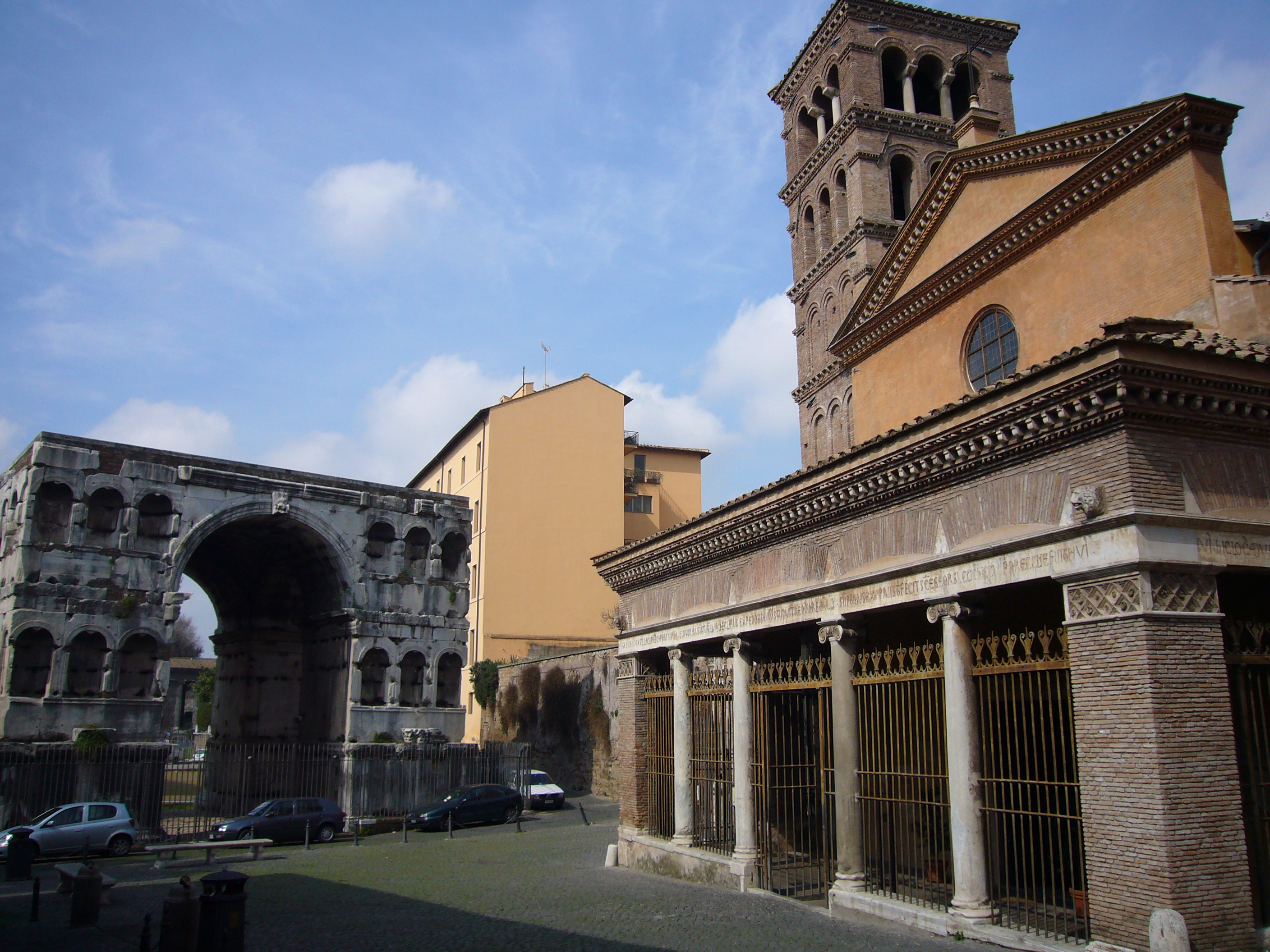
Kościół św. Jerzego na Velabrum, po lewej Łuk Janusa

Kościół znajduje się w XII Rione Rzymu – Ripa przy Via del Velabro 19. Jest on zlokalizowany w starożytnej, rzymskiej części Velabrum, niedaleko Łuku Janusa. Usytuowany w pobliżu Tybru, mieści się na terenie dawnego kompleksu pogańskich świątyń z czasów republiki związanych z portem Rzymu. Starożytna Brama Srebrników przylega do boku fasady kościoła.

## Patron
Patronem świątyni jest św. Jerzy – rzymski żołnierz, który poniósł śmierć męczeńską za wiarę chrześcijańską w początkach IV wieku. Jest on zaliczany do grona Czternastu Świętych Wspomożycieli.

## Historia
Pierwsza wiarygodna wzmianka dotycząca kościoła pochodzi z Liber Pontificalis, według niej kościół został zbudowany za pontyfikatu Leona II i był dedykowany św. Sebastianowi oraz – być może – św. Jerzemu. W 741 roku papież Zachariasz nakazał uroczyste przeniesienie relikwii św. Jerzego (jego głowy, włóczni i części sztandaru bojowego) do tego kościoła. Być może to wtedy św. Jerzy stał się patronem kościoła, a nie w czasach papieża Leona II. Kościół został całkowicie odnowiony w IX wieku przez papieża Grzegorza IV. Projekt obejmował budowę apsydy, nowego portyku, zakrystii, być może również przebudowano arkady. W XII wieku dobudowano dzwonnicę oraz powstał obecny główny ołtarz z cyborium.
Na polecenie papieża Klemensa IX odnowiono portyk do 1669 roku. Prace renowacyjne zostały przeprowadzone w kościele w 1828 roku przez Giuseppe Valadiera, następnie w 1837 roku i w 1869 roku. W latach 1923–1926 wykonano kolejne prace przy świątyni, które w zamierzeniu miały przywrócić jej dawny wygląd, wtedy też usunięto panelowy sufit, stiukowe dekoracje ścienne, obniżono podłogę do poziomu sprzed XVII wieku i usunięto ołtarze boczne.
27 lipca 1993 przed kościołem wybuchła bomba podłożona w zaparkowanym samochodzie uszkadzając portyk kościoła. W roku 1997 kościół został odrestaurowany.

## Architektura i sztuka
Oś kościoła biegnie dokładnie z południa na północ. Świątynię wzniesiono z cegły.
Ceglana romańska dzwonnica z XII wieku znajduje się w pobliżu końca lewej nawy. Ma ona pięć kondygnacji powyżej linii dachu nawy. Poszczególne kondygnacje są oddzielone dekoracyjnymi wystającymi gzymsami.
Zewnętrzna część nawy nad portykiem jest gładka, pośrodku zlokalizowano duże okrągłe okno, a nad nim znajduje się trójkątny fronton. Portyk ma cztery kolumny jońskie, umieszczone na dwóch cokołach po obu stronach. Pomiędzy kolumnami znajdują się żelazne balustrady z XVII wieku. W narożnikach umieszczono ceglane filary. Od lewej strony do kościoła przylega Brama Srebrników.
Kościół ma trzy nawy. Nawa główna zwęża się w kierunku ołtarza, w najszerszym miejscu ma 9,15 metra, natomiast w najwęższym 7,30 m. Prawa arkada jest prosta i biegnie prostopadle do frontu wejściowego, natomiast lewa arkada jest ustawiona pod kątem i dodatkowo ma ona lekkie wygięcie do wewnątrz na wysokości drugiej kolumny. Ściana boczna prawej nawy ma zagięcie do wewnątrz, a jej szerokość waha się od 7,5 do 3 metrów. Pomiędzy nawami znajduje się arkada o dziewięciu przęsłach. Szesnaście kolumn pomiędzy nawami nie stanowi jednorodnego kompletu – większość z nich jest z szarego granitu i ma kapitele korynckie, ale dwie pierwsze i cztery ostatnie po prawej stronie są jońskie, ponadto cztery pierwsze po prawej mają marmurowe żłobkowane trzony, a ostatnia kolumna po lewej ma impost w odróżnieniu od wszystkich pozostałych. Boczne ściany nawy głównej nie są zdobione. Nad każdym łukiem znajduje się prostokątne okno.
Płaski drewniany sufit podzielony jest na prostokąty i pomalowany na niebiesko ze złotymi gwiazdkami.
Prezbiterium znajduje się wyżej od naw, prowadzi do niego siedem stopni. Dolna część apsydy pokryta jest marmurową okładziną, powyżej której umieszczono siedem korynckich pilastrów, pomiędzy którymi są marmurowe płyty. Bezpośrednio pod ołtarzem głównym znajduje się konfesja. Cyborium nad nią ma cztery korynckie kolumny z szarego marmuru, podtrzymujące kwadratowy gzyms zdobiony pasmami arte cosmatesca. Na nim umieszczono dwadzieścia osiem małych kolumn podtrzymujących mniejszy prostokątny gzyms otaczający ośmiokątny otwór. Na tym drugim gzymsie ustawiono dwadzieścia małych kolumn ułożonych w ośmiokąt, które z kolei podtrzymują ośmiokątną kopułę z małą latarnią o ośmiu małych kolumienkach.
Koncha apsydy zawiera XIII-wieczny fresk przedstawiający Chrystusa w towarzystwie św. Jerzego na koniu i Maryi po lewej oraz św. Piotra i św. Sebastiana po prawej, dzieło to przypisywane jest Pietro Cavallininiemu i jego szkole.
Tabernakulum umieszczono na końcu prawej nawy.

## Kardynałowie diakoni
Kościół św. Jerzego na Velabrum jest jednym z kościołów tytularnych nadawanych kardynałom-diakonom (Titulus Sancti Georgii in Velabro). Tradycyjną datą założenia diakonii jest rok 590
- Rainier  (1026)
- Roscemanno OSB (1112–1128)
- Odone Bonecase (1132–1162)
- Gerard (1161–1164), obediencja antypapieża Wiktora IV
- Manfredo de Lavagna (1162–1173)
- Raniero da Pavia (1175–1182)
- Radulf Nigellus (1185–1188)
- Gregorio Carelli (1190–1211)
- Bertrannus (1212–1216)
- Pietro Capuano (1219–1236)
- Pietro Capocci (1244–1259)
- Goffredo da Alatri (1261–1287)
- Pietro Peregrossi (1288)
- Giacomo Caetani Stefaneschi (1295–1341)
- Jean de Caraman (1350–1361)
- Guillaume Bragose (1361–1362)
- Giacomo Orsini (1371–1379)
- Pietro Tomacelli (1381–1387), obediencja rzymska
- Pierre de Luxembourg (1386–1387), obediencja awiniońska
- Galeotto Tarlati di Petramala (1388–1398), obediencja awiniońska
- Miguel de Zalba (1404–1406), obediencja awiniońska
- Oddone Colonna (1405–1417), obediencja rzymska do 1408, następnie soborowa
- Carlos Jordán de Urriés y Pérez Salanova (1408–1420), do 1418 w obediencji awiniońskiej
- Prospero Colonna (1430–1463)
- Raffaele Sansoni Riario (1477–1503); in commendam (1503–1517)
- Franciotto Orsini (1517–1519)
- Girolamo Grimaldi (1528–1543)
- Girolamo Recanati Capodiferro (1545–1559)
- Giovanni Antonio Serbelloni (1560–1565)
- Mark Sitticus von Hohenems (1565–1577 jako tytuł prezbiterialny pro hac vice)
- Giovanni Vincenzo Gonzaga OSIoHier (1578–1583)
- Francesco Sforza di Santa Fiora (1584–1585)
- Benedetto Giustiniani (1587)
- Ottavio Acquaviva d’Aragona (1591–1593)
- Cinzio Passeri Aldobrandini (1593–1605)
- Orazio Maffei (1606–1607)
- Giacomo Serra (1611–1615)
- Pietro Maria Borghese (1624–1626)
- Giovanni Stefano Donghi (1643–1655)
- Paolo Emilio Rondinini (1655–1656)
- Giancarlo de’ Medici (1656–1663)
- Angelo Celsi (1664–1668)
- Paolo Savelli (1669–1670)
- Sigismondo Chigi (1670–1678)
- Paolo Savelli, ponownie (1678–1683)
- Fulvio Astalli (1686–1688)
- Gasparo Cavalieri (1688–1689)
- Giuseppe Renato Imperiali (1690–1727, od 1726 jako tytuł prezbiterialny pro hac vice), in commendam (1727–1732)
- Agapito Mosca (1732–1743)
- Prospero Colonna di Sciarra (1743–1756)
- Nicola Perrelli (1759–1772)
- Antonio Casali (1773–1777)
- Romoaldo Guidi (1778–1780)
- Vincenzo Maria Altieri (1781–1787)
- Giovanni Rinuccini (1794–1801)
- Tommaso Riario Sforza (1823)
- Giuseppe Ugolini (1838)
- Francesco de’ Medici di Ottaiano (1856–1857)
- Antonio Matteucci (1866)
- Tommaso Maria Martinelli OESA (1874–1875)
- John Henry Newman CO (1879–1890)
- Francis Aidan Gasquet OSB (1914–1915)
- Luigi Sincero (1923–1933, od 1928 jako tytuł prezbiterialny pro hac vice)
- Giovanni Mercati (1936–1957)
- André Jullien PSS (1958–1965)
- Benno Gut OSB (1967–1970)
- Sergio Pignedoli (1973–1980)
- Alfons Maria Stickler SDB (1985–2007, od 1996 jako tytuł prezbiterialny pro hac vice)
- Gianfranco Ravasi (2010-nadal)